# 廉州 (河北省)
廉州（れんしゅう）は、中国にかつて存在した州。隋代から唐初にかけて、現在の河北省石家荘市藁城区一帯に設置された。

## 隋代
590年（開皇10年）、隋により高城県に廉州が置かれた。605年（大業元年）、廉州は廃止されて趙州に編入された。607年（大業3年）、趙州は趙郡と改称された。617年（義寧元年）、趙郡から鉅鹿郡が分割設置された。

## 唐代
618年（武徳元年）、唐により鉅鹿郡は廉州と改められた。その年のうちに廉州は竇建徳に奪われた。621年（武徳4年）、唐が竇建徳を平定すると、再び廉州が置かれた。627年（貞観元年）、廉州は廃止された。